# Dimensioneren
Dimensioneren is jargon voor het op basis van ervaring en met behulp van relatief eenvoudige vuistregels globaal bepalen van de afmetingen (dimensies) van bouwconstructies.
Het woord wordt veelal gebruikt in samenhang met ontwerpende disciplines als:
- civiele techniek
- bouwkunde
- werktuigbouwkunde